# Johan Lönnqvist
Johan Isaksson Lönnqvist, född 29 maj 1797 i Sjundeå, Västra Nyland, död 25 oktober 1837 i Helsingfors, var en finländsk pianotillverkare i Helsingfors.

## Biografi
Lönnqvist var snickargesäll i Lovisa. Han anställdes mellan 1819 och 1821 hos instrumentmakaren Henric Blomqvist, Borgå. År 1821 flyttade han till S:t Petersburg och kom där att arbeta hos klaverbyggaren Christian Schröder. År 1825 flyttade han till Helsingfors och ansökte samma år om burskap. Han beviljades burskap 17 september 1825. Den 13 maj 1830 gifte han sig med Gustava Åberg (1803–1842). Lönnqvist dog 25 oktober 1837 i Helsingfors.

## Medarbetare
- Johan Christian Wancke.